# 알레한드로 사벨라
알레한드로 하비에르 "알렉스" 사벨라(스페인어: Alejandro Javier "Alex" Sabella, 1954년 11월 5일 ~ 2020년 12월 8일)는 아르헨티나의 축구 감독이었다. 그의 성(姓)인 사벨라(Sabella)는 이탈리아 계통의 성씨이므로, 아르헨티나 현지 미디어에서는 스페인어 발음인 사베야가 아닌 이탈리아어 발음인 사벨라라고 발음한다.
2011년 아르헨티나 축구 국가대표팀을 맡으면서 2014년 FIFA 월드컵에서 좋은 성과를 거두었다.

## 선수 경력

### 클럽 활동

#### 셰필드 유나이티드 FC
셰필드에서 사벨라는 느릿느릿 움직이며 수비를 장악하는 능력을 보였으며 이 때문에 나무늘보라는 별명이 붙었다.

### 국가대표
1983년에 단 한번 국가대표로 선발된 적이 있으며 4경기에서 활약했다.

## 지도자 경력
아르헨티나 축구 국가대표팀의 감독이었던 세르히오 바티스타가 2011년 코파 아메리카에서 부진의 책임을 지고 사임하자 사벨라는 에스투디안테스 라 플라타를 2009 코파 리베르타도레스에서 우승시킨 경력을 인정받아 감독이 되었다. 이 과정에서 사벨라는 카를로스 테베스에게 불성실한 태도와 2011년 코파 아메리카에서의 패전의 책임을 물어 아르헨티나 축구 국가대표팀 엔트리에서 제외했으며 이 무렵에 이미 테베스를 엔트리에 넣지 않기로 확정했다. 사벨라는 감독이 된 직후 바로 아르헨티나 축구 국가대표팀은 수비 조직력이 한층 강화되었다. 그 이후 2014년 FIFA 월드컵 남아메리카 지역 예선에서 첫 경기인 칠레 전에서 승리를 거둔 이후 2001년 이후 단 한 차례도 원정에서 승리를 거둔 적이 없었던 콜롬비아를 상대로 원정에서 승리를 거두었다.
2012년 3월 1일 스위스와의 평가전에서 신예인 에리크 라멜라를 국가대표 엔트리에 포함시켰다. 또한 2012년 8월 15일에는 디에고 마라도나가 잘못된 지도력으로 2010년 FIFA 월드컵에서 대패를 당하게 한 상대인 독일을 상대로 평가전을 치러 대승을 거두며 설욕에 성공하였다. 경기 내용은 아르헨티나가 독일에게 8-0으로 대승을 거둘 수 있을 정도로 압도적이였으나 리오넬 메시의 페널티킥 실축, 곤살로 이과인의 머리부상 등의 악재가 겹쳐서 3-1로 승리를 거두는 것에 만족해야 했다.
리오넬 메시가 겪어온 아르헨티나의 축구 감독 중에서 리오넬 메시를 가장 제대로 활용하는 감독으로 정평나 있으며 리오넬 메시가 국가대표에서는 부진하다는 소문을 잠재운 주인공이다. 메시는 사벨라를 만나면서 국가대표에서도 FC 바르셀로나에서 보여준 그 실력을 보여주고 있다. 사벨라는 메시에게 주장 완장을 부여함과 동시에 메시에 대해 여러가지로 연구한 끝에 메시에게 가장 적합한 포지션을 부여했다.
다만 그 동안의 아르헨티나 축구 국가대표팀의 이미지와는 달리 극단적인 실리축구를 추구하는 바람에 2014년 FIFA 월드컵 조별리그에서는 졸전이라는 비판을 받았지만 그럼에도 3전 전승을 기록했다. 이러한 사벨라식 실리축구는 겉으로 보기에는 별로 잘하는 것 같지 않아보이지만 실상은 언제나 팀에게 승리를 가져다 주었다. 하지만 외형적인 모습만 보는 팬들은 이러한 극단적인 실리축구에 대해 아르헨티나 축구 국가대표팀은 리오넬 메시가 없으면 아무것도 아닌 팀이라는 비판을 하기도 했다. 하지만 16강에서는 스위스 전에서 앙헬 디 마리아가, 8강에서는 벨기에 전에서 곤살로 이과인이 각각 살아나면서 메시 의존팀이라는 의혹을 일축시켰다. 결국 4강에서 네덜란드마저 승부차기로 격침시키며 결승에 진출했다. 비록 결승에서는 앙헬 디 마리아의 부재와 곤살로 이과인의 골 결정력 부재가 뼈아픈 경기를 치르면서 독일과 연장혈투끝에 간발의 차이로 패하고 준우승을 차지했지만 앙헬 디 마리아 없이 네덜란드를 이긴 것은 높이 평가할 부분이다.
비록 우승은 못했지만 그럼에도 불구하고 아르헨티나를 1990년 FIFA 월드컵 이후 24년 만에 결승에 진출시킨 공로로 인하여 아르헨티나 자국 내에서의 사벨라의 인기는 하늘을 찌르게 되었으며 아르헨티나 축구협회는 물론이고 리오넬 메시와 하비에르 마스체라노등 모든 선수진들과 팬들이 2014년 월드컵만 끝나면 바로 사퇴하려는 사벨라에게 사퇴하지 말라고 애원하는 상황까지 발생했다. 실제로도 사벨라는 대단한 명장으로 앙헬 디 마리아가 없는 아주 불리한 상황속임에도 불구하고 최고의 명장인 루이스 판 할이 이끄는 네덜란드를 상대로 승리를 거두었다.
축구감독으로서 사벨라는 최고의 축구감독이라 칭송받는 루이스 판 할보다 뛰어난 명장임을 2014년 FIFA 월드컵에서 앙헬 디 마리아 없이 맞붙어 이김으로서 증명하였고 주제프 과르디올라와 비견되는 수준의 명장으로 극찬을 받고 있다. 하지만 사벨라 본인은 힘이 다 떨어져서 더 이상 축구감독을 할 수 없다고 선언했다. 결국 아르헨티나 축구 국가대표팀 감독 자리를 같은 국적 출신으로 2010년 FIFA 월드컵에서 파라과이 축구 국가대표팀을 사상 처음으로 8강에 진출시킨 헤라르도 마르티노감독에게 물려주고 사임한 뒤 어떤 직종에도 종사하지 않고 당분간 휴식을 취하기로 결정했다. 사벨라는 아르헨티나 축구 국가대표팀 감독직에서 물러나면서 자신이 기력을 회복한 뒤에나 축구감독을 다시 시작할 것이라고 밝혔다.

### 아르헨티나 축구 국가대표팀에 대한 구조조정
사벨라는 아르헨티나 축구 국가대표팀의 감독이 되자마자 대대적인 구조조정 작업에 들어갔다.
- 감독으로서 부임하자마자 카를로스 테베스를 엔트리에서 퇴출시켰다.
- 이적료는 비싸지만 제 역할을 못하는 하비에르 파스토레역시 엔트리에서 제외시켰다.
- 수비를 너무 제멋대로 해서 같은 팀의 공격수와 미드필더를 불안하게 만드는 니콜라스 오타멘디역시 엔트리에서 제외시켰다. 그리고 이는 2018년 FIFA 월드컵에서 오타멘디가 크로아티아의 이반 라키티치에게 행패를 부리면서 신의 한 수로 평가받고 있다. 그런데 2022년 FIFA 월드컵에서는 리오넬 스칼로니가 그를 개과천선시킨다.
- 곤살로 이과인에 대해서는 포지션에 대한 변경은 없으나 수비에 적극적으로 가담하도록 지시했다.
- 리오넬 메시에게는 주장 완장을 부여하고 자유롭게 플레이 할 수 있도록 프리롤을 부여 하였으며, 팀을 조율 할 수 있도록 메시를 플레이메이커로 기용하였다. 그 결과 메시는 완벽하게 적응했다.
- 앙헬 디 마리아에 대해서는 원래 소속팀인 레알 마드리드에서의 포지션을 부여했다. 이 때문에 카를로스 테베스가 국가대표로 복귀하기 더욱 힘들어졌다.
- 하비에르 마스체라노의 경우는 미드필더에서 수비수로 포지션을 변경함과 아울러 주장 완장을 제거하여 오직 수비에만 전념하도록 조치했다.
- 디에고 마라도나가 끝내 외면했던 페르난도 가고를 다시 불러들인 후 하비에르 마스체라노가 예전에 담당했던 수비형 미드필더의 포지션으로 편성했다.
- 로드리고 브라냐, 파블로 귀네슈, 우고 캄파냐로 등 기존에 국가대표에 승선하지 못했던 선수들을 집어넣고 그들의 능력을 평가하고 있지만 2010년 FIFA 월드컵에서 부족함이 검증된 니콜라스 오타멘디는 기용하지 않고 있다.
- 카를로스 테베스를 퇴출시키고 남은 공격수 자리는 일부러 비워둔 채 여러 선수들을 그 자리에 넣고 능력을 평가하고 있다. 곤살로 이과인이 콜롬비아전에서 퇴장당하자 그 자리에 에리크 라멜라로 대체하였다. 하지만 사베야 감독은 리그에서의 활약도 중요하게 여기기 때문에 라멜라가 리그에서 부진하다는 이유로 최종엔트리에서는 제외했다.
- 포메이션 상으로도 큰 변화를 주었는데 그 동안 아르헨티나 축구 국가대표팀이 사용해왔던 4-2-3-1 포메이션을 과감히 버리고 4-3-1-2 포메이션을 사용하고 있다.
- 4-3-1-2 포메이션에서 포백과 중원에 수비형 미드필더 한명, 중앙 미드필더에 앙헬 디 마리아와 페르난도 가고를, 공격형 미드필더에는 리오넬 메시를 두며, 프리롤을 부여하여 자유로운 플레이를 주문하였고, 2선에서 팀을 조율 할 수 있도록 플레이메이커로 기용하고 최전방 투톱에 곤살로 이과인과 세르히오 아구에로를 배치하는 전술을 사용하였으며 결과는 대성공 이었다.

이 결과 아르헨티나 축구 국가대표팀은 2014년 FIFA 월드컵 남아메리카 지역 예선에서 조 1위, 승점 26점으로 최소한 대륙간 플레이오프를 확보했으며 아르헨티나의 FIFA 랭킹도 덩달아 수직 상승하고 있다. 또한 아르헨티나 축구 국가대표팀은 사베야의 지도력으로 2014년 FIFA 월드컵 남아메리카 지역 예선에서 극초반 베네수엘라에게 패한 이후로는 단 한번도 패하지 않았다. 더군다나 디에고 마라도나 감독 시절부터 사용하기 매우 어렵다는 평가가 있었던 리오넬 메시가 알레한드로 사벨라 감독이 부임한 직후 국가대표에서 더욱 눈부신 활약을 하게 되어 일각에서는 사벨라가 메시의 사용법을 알아냈다는 평가를 하기도 했다.
사벨라의 구조조정은 2014년 FIFA 월드컵 16강 이후부터 빛을 발하기 시작했는데 마르코스 로호라는 매우 뛰어난 인재를 발굴한 것은 물론이고 아르헨티나의 수비력은 그야말로 짠물수비 그 자체였다. 16강부터 결승까지 정규경기시간에는 단 한골도 허용하지 않았으며 결승에서 독일을 상대했어도 연장 후반에 가서야 실점을 했다. 그나마도 곤살로 이과인이 제대로 골을 넣었으면 연장전까지 갈 것도 없이 아르헨티나가 우승하는 것이였으나 이과인의 결정력이 바닥까지 추락하는 바람에 천금같은 기회들을 모조리 날려버려서 연장전까지 간 것이다. 사벨라는 그 동안 아르헨티나 축구 국가대표팀의 고질병인 대량실점에서 완벽하게 벗어나도록 팀의 수비력을 대폭 강화시켰다.

## 기타
- 과거 에스투디안테스의 감독으로 있을 때 사벨라는 클럽 월드컵에 참가했는데 상대가 포항 스틸러스였다. 사베야는 포항스틸러스를 보더니 "포항 스틸러스는 존경할 가치가 충분히 있는 팀이다. 뛰어난 실력은 물론 경기규율을 잘 지키는 매우 모범적인 팀"이라는 말로 극찬을 아끼지 않았다.[7]
- 2014년 FIFA 월드컵 8강 벨기에전에서 후반 9분 경 곤살로 이과인이 날린 슈팅이 벨기에의 골대를 맞고 나가자 사베야는 더운 날씨 탓인지 잠깐 졸도했다가 쓰러지기 직전에 깨어났는데 이 장면이 여러가지로 패러디되었다.[8]
- 2014년 FIFA 월드컵이 끝나고 나서는 아르헨티나와 앙숙 관계에 있는 브라질 축구 국가대표팀에서 자국의 감독을 역임해달라는 제안을 받았다.[9] 이는 브라질 축구 역사상 처음 있는 사건으로 그만큼 사벨라의 능력을 인정받은 것이다. 사벨라는 아르헨티나의 앙숙인 브라질에서조차 감독 제의를 받았는데 아르헨티나의 우방국인 베네수엘라에서조차 감독 제의를 거절당한 디에고 마라도나와 여러모로 비교되었다. 그러나 2014년 7월 브라질 대표팀은 새로운 감독으로 2010년 FIFA 월드컵까지 대표팀을 이끌었던 둥가를 다시 선임했다.[10] 이는 사벨라가 자신의 힘이 다 떨어져서 더 이상 축구감독을 할 수 없다고 밝혔기 때문이였다.[11]
- 평소에 심장병을 지병으로 앓고 있었으며 그래서 2014 FIFA 월드컵이 끝나자마자 감독을 그만두었는데 감독을 그만둔 지 얼마 안 되어 병원에 입원했다. 잠시 병세가 호전되는 듯 싶었으나 2020년 지병이 원인이 되어 사망했다. 선수 시절 커리어 역시 실력에 비해 저조한 수준이며 이는 지병을 앓고 있어서 그 지병으로 인해 선수 생활에 무리가 갈 정도였기 때문이다.